# Mulini sul Guadalquivir
I mulini sul Guadalquivir sono 11 mulini ad acqua che si trovano a Cordova, in Spagna, sulle rive dell'omonimo fiume.

## Descrizione
La maggior parte dei mulini si trovano all'interno della riserva Sotos de la Albolafia nei pressi del centro storico della città andalusa.
I mulini sono tutti indipendenti tra loro anche se la maggior parte di questi condivide una diga con gli altri in modo da garantire un approvvigionamento idrico costante.
Dopo la Reconquista cristiana, tutti i mulini passarono nelle mani della nobiltà e degli ordini religiosi e militari finché nel XIX secolo, con la confisca dei beni ecclesiastici, i mulini della Chiesa vennero acquistati da privati e dal Comune di Cordova.
Quasi tutti i mulini vennero utilizzati per la molitura della farina e rimasero in funzione fino al 1942 quando la molitura artigianale fu proibita. Già nel Medioevo però molti di essi vennero adattati per fungere anche da gualchiere e verso la fine del XIX secolo molte vennero usati come piccole centrali idroelettriche, sostituendo le macine con turbine in ghisa.
Nel 2009 i mulini sono stati dichiarati Bien de Interés Cultural e Patrimonio Storico Andaluso e attualmente sono tutti inattivi, tranne quello di Alegría, divenuto sede del Museo paleobotanico della città, e quello di Martos, che ospita il Museo dell'Acqua.

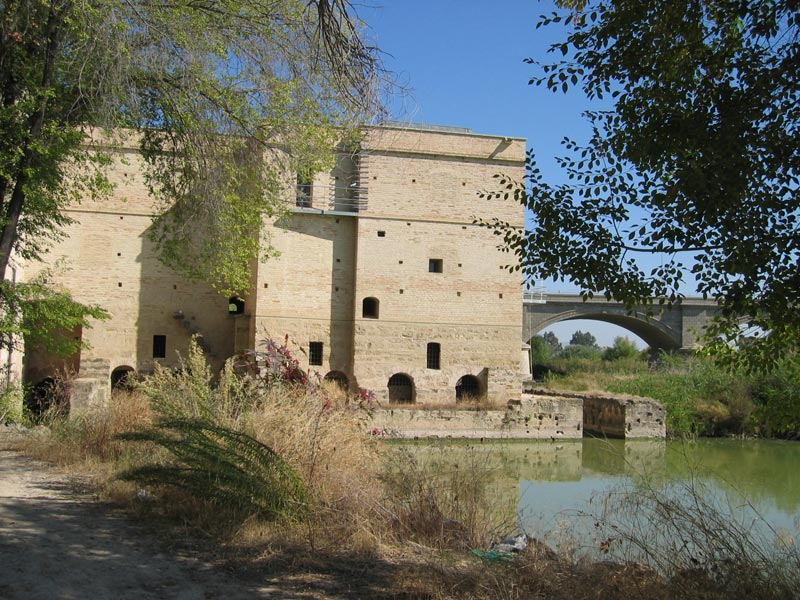
Mulino ad acqua Alegría
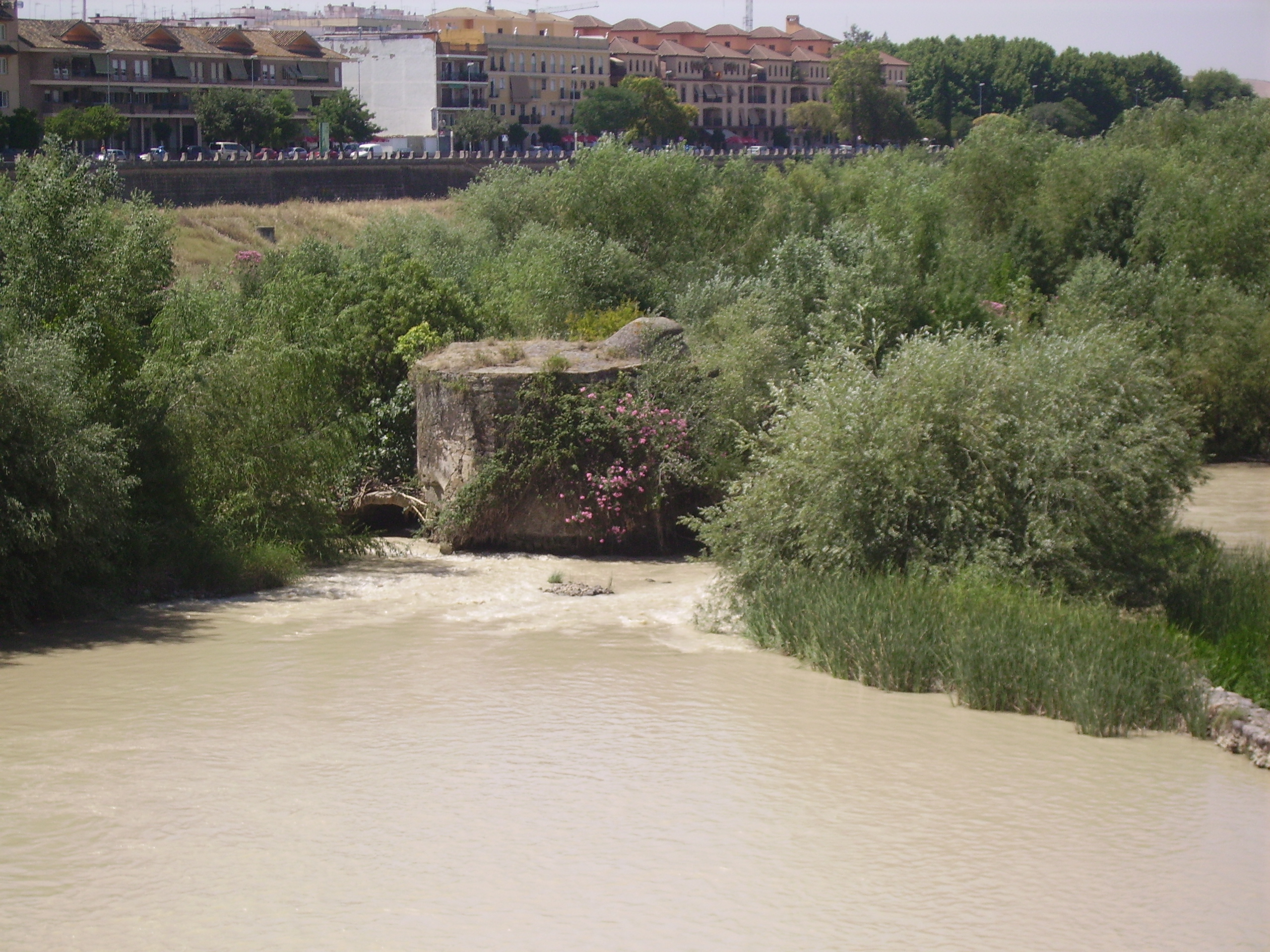
Mulino di Emmedio
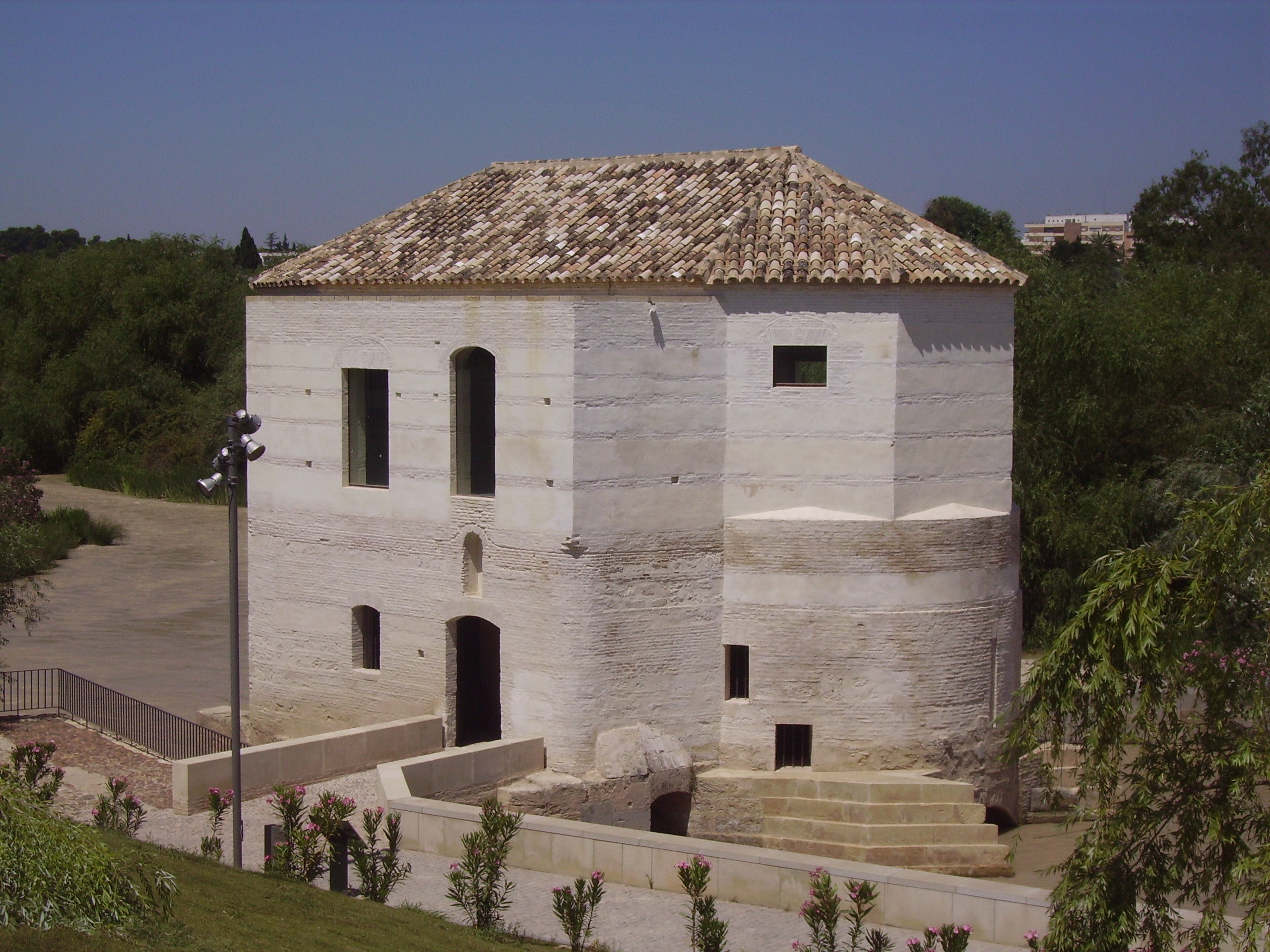
Mulino di San Antonio
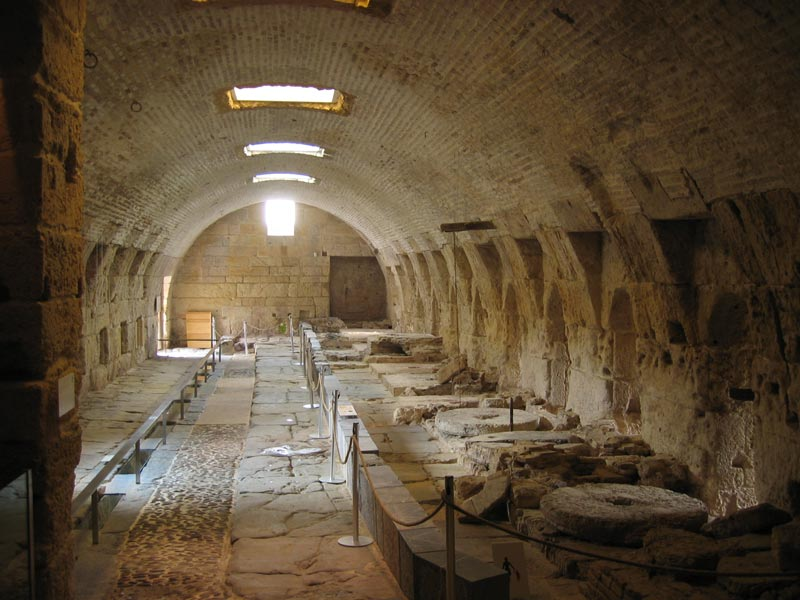
Interno del Mulino de Martos